# 中华多刺鱼
中华多刺鱼（学名：Pungitius sinensis）为刺鱼科多刺鱼属的鱼类。分布于堪察加沿岸、朝鲜、日本以及黑龙江、松花江、图们江、辽河、黄河及长江流域等。主要生活于平稳的水区以及汜滥地和湖泊的死水湾中。该物种的模式产地在中国。
其种加词“sinensis”意为“中华的”。